# Giovanni Giacomo della Bona
Giovanni Giacomo della Bona (Gorizia, 18 novembre 1814 – Trento, 17 novembre 1885) è stato vescovo di Trento dal 1879 al 1885.

## Biografia
Giovanni Giacomo della Bona nacque il 18 novembre 1814 a Gorizia, allora parte dell'Impero austro-ungarico. Studiò al seminario centrale della città dal 1832 al 1836, nel 1838 fu ordinato sacerdote e nel 1841 si laureò in teologia al Frintaneum di Vienna. Nella stessa città imparò il metodo per l'educazione dei sordomuti, di cui si occupò anche in seguito.
Nel 1842 fu nominato vicario corale nell'arcidiocesi di Gorizia. Dal 1843 al 1846 fu direttore spirituale del seminario. Nel 1846 diventò insegnante di teologia pastorale. Nel 1855 fu nominato consigliere scolastico della luogotenenza di Innsbruck, nel 1857 di quella di Venezia. Dopo l'annessione del Veneto all'Italia nel 1866 tornò a Vienna e poi, nel 1867, si trasferì a Salisburgo, dove divenne direttore delle scuole popolari. Il 4 maggio 1874 fu nominato vescovo ausiliare di Salisburgo e vescovo titolare di Tenedo. Diventò anche canonico della cattedrale.
Il 13 marzo 1870 morì il vescovo di Trento Benedetto Riccabona de Reichenfels. Anche se il principato vescovile di Trento aveva smesso di esistere nel 1803, il vescovo conservava il titolo di principe, e l'imperatore d'Austria aveva il privilegio di nomina. Francesco Giuseppe lo nominò il 16 giugno 1879, nonostante alcuni dubbi sulle sue condizioni di salute e su come sarebbe stato accolto in Tirolo. Papa Leone XIII lo confermò durante il concistoro del 27 febbraio 1880.
Dopo l'ingresso in diocesi iniziò un programma di visite pastorali che avrebbe dovuto portarlo in tutte le sedi decanali, ma morì prima di riuscire a terminarlo, il 17 novembre 1885. Fu sepolto nel duomo di Trento, nella cappella del Crocifisso.

## Opere
- Theses ex universa theologia, quas in caesareoregia antiquissima et celeberrima scientiarum universitate Vindobonensi pro obtinendo doctoris in ss. theologia gradu accademico publice defendendas suscepit J. J. Della Bona (1841)
- Notizie storiche concernenti la fondazione dell’Arcidiocesi di Gorizia (1851)
- Orazione funebre detta da G. G. Della Bona nelle solenni esequie di S. A. Rev. ma mons. Francesco Saverio Luschin Principe Arcivescovo di Gorizia (1854)

## Genealogia episcopale
La genealogia episcopale è:
- Cardinale Scipione Rebiba
- Cardinale Giulio Antonio Santori
- Cardinale Girolamo Bernerio, O.P.
- Arcivescovo Galeazzo Sanvitale
- Cardinale Ludovico Ludovisi
- Cardinale Luigi Caetani
- Cardinale Ulderico Carpegna
- Cardinale Paluzzo Paluzzi Altieri degli Albertoni
- Papa Benedetto XIII
- Papa Benedetto XIV
- Papa Clemente XIII
- Cardinale Giovanni Battista Caprara Montecuccoli
- Vescovo Dionys von Rost
- Vescovo Karl Franz von Lodron
- Vescovo Bernhard Galura
- Vescovo Giovanni Nepomuceno de Tschiderer
- Cardinale Friedrich Johann Joseph Cölestin von Schwarzenberg
- Cardinale Maximilian Joseph von Tarnóczy
- Vescovo Giovanni Giacomo della Bona